# Kenichi Iga

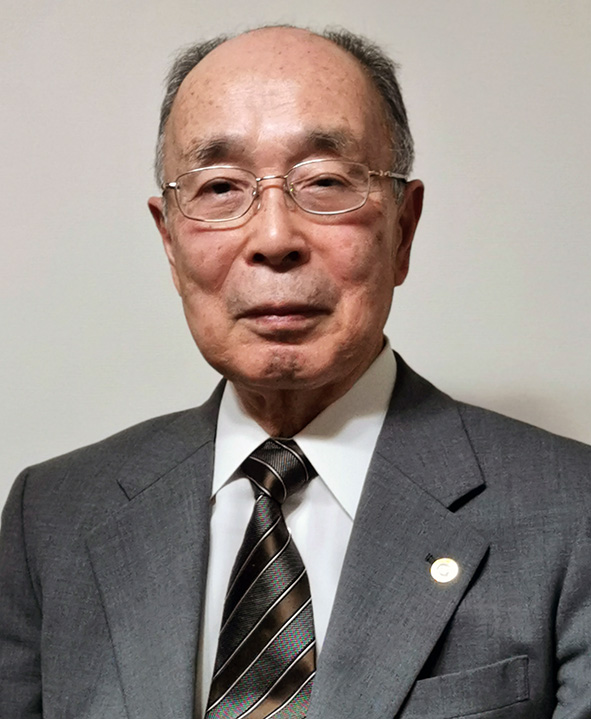
Kenichi Iga, 2021

Kenichi Iga (jap. 伊賀 健一, Iga Kenichi; * 15. Juni 1940 in Hiroshima) ist ein japanischer Elektroingenieur, der sich insbesondere mit Halbleiterlasern beschäftigt hat.

## Karriere
Kenichi Iga erwarb am Tokyo Institute of Technology 1963 den Bachelor of Engineering, 1965 den Master of Engineering und promovierte dort 1968.
Von 1968 bis 2001 war er am Precision and Intelligence Laboratory des Tokyo Institute of Technology beschäftigt,
seit 1973 als außerordentlicher Professor, von 1984 an als Professor. Seit 1993 hatte er den Teiichi-Yamazaki-Lehrstuhl inne, im März 2001 wurde er emeritiert.
Von 1979 bis 1980 besuchte er als technischer Mitarbeiter die Bell Labs. Seit 2001 war er Geschäftsführer der Japanischen Gesellschaft zur Förderung der Wissenschaften.

## Forschung
Seit 1977 leistete er Pionierarbeit bei der Erforschung von oberflächenemittierenden Halbleiterlasern. Er begründete Forschungsaktivitäten zu diesem Lasertyp, die als kohärente Lichtquellen mit zweidimensionaler Parallelität sehr wichtig geworden sind. Er beschäftigte sich mit der Verwendung von Gradientenindex-Mikrolinsenarrays und anderen zweidimensional angeordneten Optiken in Kombination mit oberflächenemittierenden Lasern.

## Privates
Iga begann als Student Kontrabass zu spielen und ist aktiver Kontrabassist im Machida Philharmonic Symphony Orchestra. Im Jahr 2000 hatte er mit dem Orchester einen Auftritt in der Berliner Philharmonie.

## Preise
- 1966 – Inada Memorial Prize
- 1978 – Distinguished Book Award für „Introduction to Optical Fiber Communications“
- 1986, 1990 und 1994 – Paper Award
- 1991 – Achievement Award
- 1987 – Sakurai Memorial Prize der Optoelectronic Industry and Technology Development Association (OITDA)
- 1988 – IEEE Premium Award
- 1990 – Ichimura Award
- 1992 – William Streifer Award for Scientific Achievement
- 1995 – Toray Award
- 1998 – Asahi Award für die Forschung an oberflächenemittierenden Lasern und paralleler Mikrooptik
- 1998 – IEEE John Tyndall Award
- 2000 – Tokio Distinguished Scientist Award
- 2000 – IEEE 3rd Millennium Medal
- 2001 – Purple Ribbon Medal des japanischen Kaisers
- 2001 – Rank Prize des Rank Prize Funds, Großbritannien
- 2003 – IEEE Daniel E. Noble Award
- 2007 – Welker Award
- 2013 – Bower Award and Prize for Achievement in Science
- 2021 – IEEE Edison Medal
- 2024 – Frederic Ives Medal

## Mitgliedschaft
- Fellow Institute of Electrical and Electronics Engineers
- Optical Society of America
- Institute Electronics, Information and Communications Engineers Japan
- National Academy of Engineering (Foreign Associate)

## Werke
- Process Technology for Semiconductor Lasers, Springer, Berlin/Heidelberg, 1996, ISBN 978-3-642-79576-3